# Sinagoga Beth Jacob/Rebi Meyr
A Sinagoga Beit Yaacov / Rabi Meyr foi fundada em 1962 por um grupo de judeus sefaradim originários do Norte da África, é uma das uma das maiores e mais influentes sinagogas dos judeus da amazônia. A construção do templo foi financiada pelos empresários locais Isaac Benayon Sabbá, Samuel Benchimol, Isaac Benzecry e Moysés Benarrós Israel.

## História
A imigração judaica para a Amazônia se deu a partir do século XIX, com maioria de judeus sefaradim, originários do Norte da África: Tânger, Tetuan, Rabat, Casablanca, Argélia e outros lugares, incluindo também Portugal (que era também parte da rota de imigração ao Brasil).
Antes do ciclo da borracha, chegaram à região (incluindo a Amazônia peruana) cerca de 300 famílias judaicas. Entre 1851 e 1910, chegaram outras 700. No total, cerca de 650 foram para o Pará, 200 para o Amazonas e outras dezenas para a Amazônia peruana (Iquitos).
Já no período áureo do ciclo da borracha, lembra o professor Samuel Benchimol, a Amazônia foi povoada, também por grande número de imigrantes portugueses, espanhóis, italianos, franceses, ingleses, alemães, além de sírio-libaneses chegados à região no final do século XIX. As atividades exercidas pelos judeus estavam também relacionadas com outros países, como o Peru.
Essa imigração do século XIX não deixou uma comunidade judaica organizada em Manaus e outros centros urbanos na virada para o século XX. Provavelmente a maioria se dispersou em pequenas localidades onde exerciam suas atividades comerciais.
Foi após a decadência do ciclo da borracha que uma comunidade sólida se estabeleceu na capital do Estado. Com a crise econômica na região se fortaleceram as comunidades de Manaus e Belém. Em 1925, foi fundada em Manaus a sinagoga Beth Jacob e, em 15 de Junho de 1929, foi criado o Comitê Israelita do Amazonas – CIAM, em 1936 ocorre a inauguração da Sinagoga Rebi Meyr e, em 1962 ocorre a fusão das duas Sinagogas. As instituições locais incluem também o clube A Hebraica, o grupo juvenil Habonim Dror, o grupo feminino Meretz, a escola judaica complementar Jacob Azulay e o Cemitério Israelita/Chevra Kadisha de Manaus.

## O 'Santo Judeu'
Em 1908, seguindo as instruções do então rabino-chefe do Marrocos, Raphael Ben Mordechai Ankawa, o rabino Shalom Emanuel Muyal viajou para a Amazônia para verificar a situação de centenas de famílias de judeus marroquinos que começaram a emigrar em 1810.
Em 1910, o rabino Shalom Emanuel Muyal morreu de febre amarela e é enterrado no cemitério católico de Manaus. Seu túmulo se tornou um centro de peregrinação para cristãos. 
Na década de 1980, seu sobrinho, Eliyahu Moyal, ouviu falar de seu tio enterrado em um cemitério cristão e decidiu trazer seus ossos para Israel. Ele enviou uma carta ao chefe da comunidade judaica em Manaus, mas recebeu uma resposta negativa, devido à oposição do município até mesmo em transferi-lo para o cemitério judaico local.